# Jeux de l'Arafura
Les Jeux de l'Arafura est une compétition multisports qui se déroule tous les deux ans dans la ville de Darwin en Australie. C'est un événement international qui réunit des compétiteurs de toute l'Australasie, c'est-à-dire des pays d'Océanie et d'Asie du Sud-Est. La première édition de la compétition a eu lieu en 1991. En 2001, elle réunit plus de 3 000 athlètes venant de 25 nations. Depuis 2005, des épreuves de handisport sont également programmées.
Désignés sous le nom de « Festival de Sport de l'Arafura » avant 1997, les Jeux de l'Arafura tiennent leur nom de la mer d'Arafura, qui borde la ville de Darwin et qui est partagée entre l'Asie et l'Océanie.
Les jeux furent annulés en 2003 à cause de l'épidémie de SARS.

## Épreuves
- Athlétisme
- Badminton
- Basket-ball
- Bowling
- Bowls (pétanque sur herbe)
- Boxe
- Cricket
- Cyclisme
- Football australien
- Golf
- Haltérophilie (depuis 2005)
- Hockey sur gazon
- Judo (prévu en 2007)
- Sauvetage
- Netball
- Taekwondo (depuis 2005)
- Tir au pistolet
- Sepak Takraw
- Squash
- Natation
- Tennis
- Tennis de table
- Triathlon
- Voile (prévu en 2007)
- Volley-ball